# Epidelaxia albocruciata
Epidelaxia albocruciata là một loài nhện trong họ Salticidae.
Loài này thuộc chi Epidelaxia. Epidelaxia albocruciata được Eugène Simon miêu tả năm 1902.